# Nasturtiopsis coronopifolia
Nasturtiopsis coronopifolia är en korsblommig växtart som först beskrevs av René Louiche Desfontaines, och fick sitt nu gällande namn av Pierre Edmond Boissier. Nasturtiopsis coronopifolia ingår i släktet Nasturtiopsis och familjen korsblommiga växter. Inga underarter finns listade i Catalogue of Life.